# März 2006
Portal Geschichte | Portal Biografien | Aktuelle Ereignisse | Jahreskalender | Tagesartikel

◄ |
20. Jahrhundert |
21. Jahrhundert

◄ |
1970er |
1980er |
1990er |
2000er
| 2010er | 2020er | 2030er | ►

◄ |
2002 |
2003 |
2004 |
2005 |
2006
| 2007 | 2008 | 2009 | 2010 | ►

◄ |
Dezember 2005 |
Januar 2006 |
Februar 2006 |
März 2006 |
April 2006 |
Mai 2006 |
Juni 2006 |
►
Dieser Artikel behandelt tagesbezogene Nachrichten und Ereignisse im März 2006.

## Tagesgeschehen

### Mittwoch, 1. März 2006

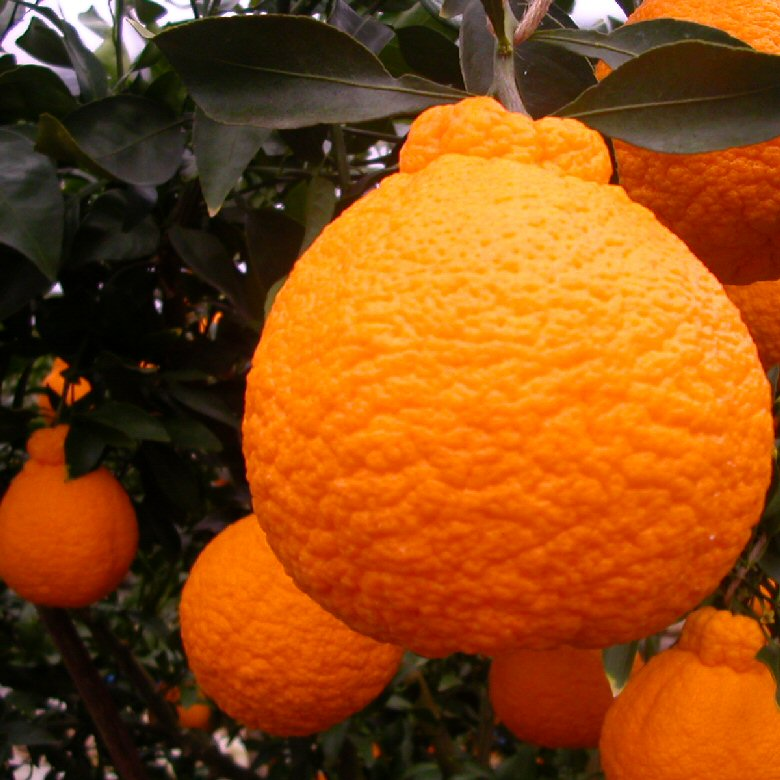
Dekopon-Früchte

- Japan: Die Kooperative für Obstbau kürt einmalig den „Tag des Dekopon“.[1]
- Saint-Denis/Réunion: Eine Welle von Stechmücken-Infektionen auf der Insel führt zu bisher 77 Todesopfern. Frankreichs Premier Villepin kündigt ein Aktionsprogramm und die kostenlose Verteilung von 300.000 Gelsensprays an.

### Freitag, 3. März 2006
- Frankfurt am Main/Deutschland: Der Film Rohtenburg, der einen kannibalischen Kriminalfall aus dem Jahr 2001 abbildet, wird vom Oberlandesgericht auf Antrag des Täters Armin Meiwes verboten. Das Gericht schätzt dessen Persönlichkeitsrecht höher ein als das öffentliche Interesse an einer künstlerischen Aufarbeitung des Themas.

### Sonntag, 5. März 2006
- Baden-Württemberg, Bayern/Deutschland: Nach 48-stündigen Schneefällen herrscht in weiten Teilen Süddeutschlands Chaos.
- Los Angeles/Vereinigte Staaten: Bei den 78. Academy Awards wird der taiwanisch-amerikanische Regisseur Ang Lee für seine Arbeit in dem Film Brokeback Mountain, der eine Liebesbeziehung zwischen zwei Cowboys thematisiert, mit dem Oscar für die beste Regieleistung des vergangenen Jahres geehrt.[2]
- München/Deutschland: Erstmals in seiner 100-jährigen Geschichte bleibt der Tierpark Hellabrunn am Sonntag geschlossen.

### Montag, 6. März 2006
- Wien/Österreich: Die rechtspopulistische Freiheitliche Partei Österreichs startet das Volksbegehren „Österreich bleib frei!“, das u. a. Volksabstimmungen zum Vertrag über eine Verfassung für Europa und zu einem Beitritt der Türkei zur Europäischen Union verlangt.[3]
- Die Verteidigungsminister der Mitgliedstaaten der Europäischen Union beraten über einen Friedenseinsatz in der DR Kongo; dort sterben täglich etwa 1.000 Menschen an den Folgen kriegerischer Auseinandersetzungen.

### Dienstag, 7. März 2006
- Varanasi/Indien: In der für Hindus heiligen Stadt im Bundesstaat Uttar Pradesh sterben bei drei Bombenattentaten, eines davon im Hanuman-Tempel, mindestens 25 Menschen.[4]

### Mittwoch, 8. März 2006
- Genf/Schweiz: Laut Rotem Kreuz starben seit Januar über 1.000 afrikanische Migranten auf dem Seeweg zu den Kanaren, die zum Königreich Spanien gehören, hingegen sprechen offizielle Zahlen der spanischen Administration von 106 Opfern.
- New York/Vereinigte Staaten: Im Iran-Atomkonflikt wird der Sicherheitsrat der Vereinten Nationen eingeschaltet, der im Gegensatz zur Internationalen Atomenergieorganisation Sanktionen gegen den Iran verhängen könnte.
- Washington, D.C./Vereinigte Staaten: Das Repräsentantenhaus stimmt einer unbefristeten Verlängerung des Patriot Acts zu, der dem so genannten „Krieg gegen den Terror“ dient, setzt aber in einzelnen Punkten die Stärkung der Bürgerrechte durch.

### Donnerstag, 9. März 2006
- Deutschland: Der Streik im öffentlichen Dienst (30.000 in 11 Ländern) ist nach nun 5 Wochen der längste des DGB seit 80 Jahren. An Aktionen vor dem morgigen Spitzentreffen der Tarifparteien beteiligen sich laut ver.di 40.000 Beschäftigte. Der Verhandlungsführer der Länder Hartmut Möllring (Niedersachsen) schlägt mangels Einigung eine Nachdenkpause vor, was SPD-Politiker kritisieren.
- Irak: Die Streitkräfte der Vereinigten Staaten werden das Abu-Ghuraib-Gefängnis bei Bagdad, das schon unter Iraks Diktator Saddam Hussein berüchtigt war, an die irakischen Behörden übergeben. 2004 lösten Fotos von Misshandlungen irakischer Gefangener weltweit Empörung aus.

### Freitag, 10. März 2006

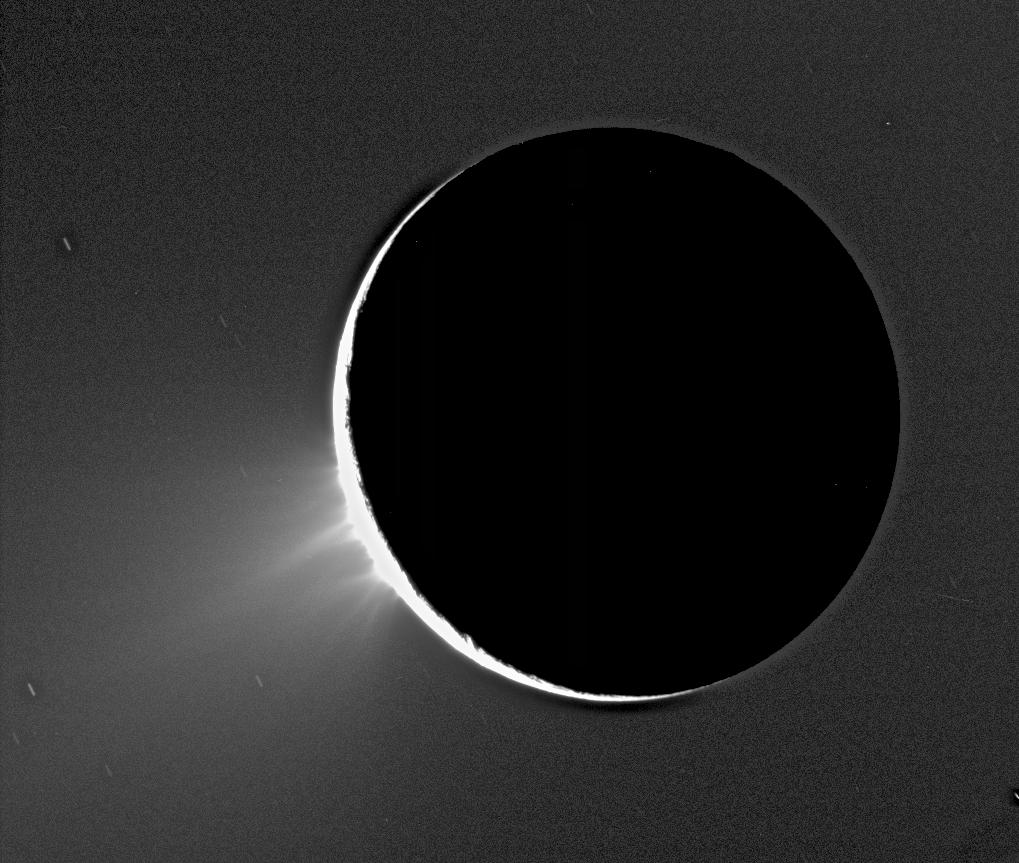
Kryovulkanische Aktivität auf Enceladus

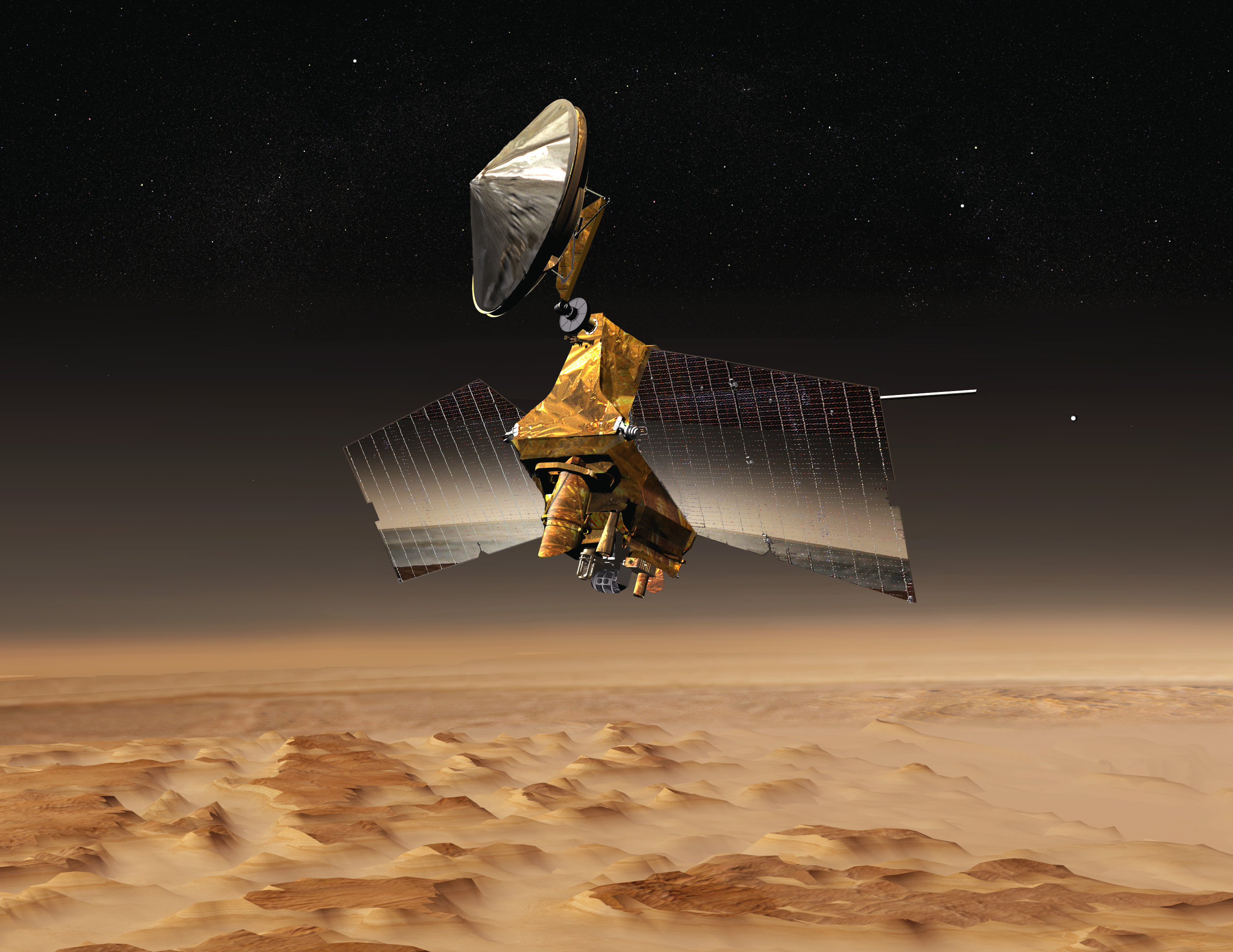
Mars Reconnaissance Orbiter (künstlerische Darstellung)

- Berlin/Deutschland: Bundestag und Bundesrat starten das Gesetzgebungsverfahren für die Föderalismusreform; es werden auch Korrekturen im Bildungsbereich gefordert.
- Brüssel/Belgien: Die Kommission der Europäischen Union kritisiert die Inhaftierung belarussischer Oppositionspolitiker kurz vor der Präsidentschaftswahl.
- Sonnensystem: Die Cassini-Sonde findet flüssiges Wasser auf dem Saturn-Mond Enceladus; die Existenz von Mikroorganismen wird nicht mehr ausgeschlossen. Geysire stoßen periodische Wasserfontänen aus, was Gase in den Saturnringen erklären könnte.
- Sonnensystem: Die NASA-Raumsonde Mars Reconnaissance Orbiter schwenkt in eine Umlaufbahn des Zielplaneten Mars ein, die in den nächsten sechs Monaten genau ausgerichtet wird. Die Sonde soll mehr wissenschaftliche Daten vom „Roten Planeten“ sammeln als alle früheren Marsmissionen.[5]

### Samstag, 11. März 2006
- China: In der Volksrepublik stieg 2005 die Zahl der Menschen, die zu Gefängnisstrafen verurteilt wurden, um 10 %, und in geschätzt 8.000 Fällen wurde im letzten Jahr die Todesstrafe vollstreckt.
- Den Haag/Niederlande: Der frühere serbische Präsident Slobodan Milošević, seit 2001 beim UN-Kriegsverbrechertribunal inhaftiert, wird in seiner Zelle tot aufgefunden. Die Chefanklägerin Del Ponte hält Suizid als Ausweg vor der Verurteilung anfangs für möglich, was aber dementiert wird. Tags darauf sprechen serbische Anhänger von Mord, und Moskauer Kreise glauben nicht an eine objektive Autopsie. Belgrads Behörden möchten verhindern, dass sein Grab zur unerwünschten Pilgerstätte wird.[6][7][8]
- Paris/Frankreich: Die Polizei beendet gewaltsam die Studentenproteste an den Pariser Universitäten, die sich gegen eine Lockerung des Kündigungsschutzes richten.[9]

### Sonntag, 12. März 2006

Kolumbien

- Australien: Zufällig entdecken Forscher Unterwasser-Ameisen in Mangroven-Wäldern. Ihre Nester werden regelmäßig von Wasser überflutet, doch können die Tiere nach oben schwimmen oder sich in Luftfächer verkriechen, wohin sie auch ihr Futter bringen.[10]
- Berlin/Deutschland: Die Linkspartei.PDS muss nach dem WASG-Entschluss, in Berlin gegen sie anzutreten, um ihren Fraktionsstatus im Bundestag fürchten; mehrere Verfassungsrechtler äußern Bedenken.[11][12]
- Bogotá/Kolumbien: Für die heutigen Parlamentswahlen werden aus Furcht vor Anschlägen der Paramilitärs Sicherheitsmaßnahmen ergriffen. Wichtigster Herausforderer des konservativen Präsidenten Álvaro Uribe Vélez ist voraussichtlich der Liberale Horacio Serpa.
- Den Haag/Niederlande: Gerichtsmediziner des Haager Tribunals konnten die Todesursache von Slobodan Milošević noch nicht klären. Die Chefanklägerin Del Ponte äußert sich nicht zu serbischen Spekulationen über eine Vergiftung des früheren Präsidenten, hält aber einen Suizid für möglich. Die Ergebnisse der Obduktion würden bis Montag früh vorliegen. Del Ponte sei frustriert, weil das Urteil trotz vieler Unterbrechungen wegen Milošević' Herzproblemen bald fallen sollte. Nun verstärke der vorwöchige Suizid des verurteilten Milan Babić den Belgrader Eindruck, Haag sei kein sicherer Ort für serbische Nationalisten. Die Chefanklägerin betonte, die Festnahmen von Radovan Karadžić und seines Militärchefs Ratko Mladić wegen Völkermordes seien nun dringlichst.[13]
- Ostafrika: Äthiopien und Eritrea vermelden nach Gesprächen Fortschritte in ihrem Grenzkonflikt.[14][15]

### Montag, 13. März 2006
- Den Haag/Niederlande: Laut UN-Tribunal ergab die gestrige Autopsie, dass Serbiens Ex-Präsident Slobodan Milošević an einem Herzinfarkt starb. Damit sind die zahlreichen Gerüchte vom Sonntag gegenstandslos, die von Suizid bis hin zur Vergiftung reichten.

### Dienstag, 14. März 2006
- Brüssel/Belgien: Die EU-Staaten einigen sich auf Senkung des Energieverbrauchs um 9 % bis 2017, auf Zertifikate für sparsame Geräte und bessere Information der Kunden. Erörtert wird auch eine offensivere Energiepolitik gegenüber Russland. Kontrovers bleiben aber die Mindest-Gasreserven und der wachsende Protektionismus (Blockade der E.ON-EDESA-Fusion, Gaz de France versus Enel), was Vorsitzender Bartenstein (Österreich) als Widerspruch zum freien Wettbewerb sieht. Kommissarin Neelie Kroes werde die Fälle streng prüfen.[16][17]
- Gazastreifen, Jericho/Palästinensische Autonomiegebiete: Als Reaktion auf die Erstürmung eines Gefängnisses durch israelisches Militär, das Terroristen verhaftete, entführen militante Palästinenser im Gazastreifen mehrere EU-Bürger und stecken ein verlassenes Kulturzentrum des British Council in Brand.[18][19]
- Genf/Schweiz: Laut Weltwetterorganisation (WMO) war 2004 die höchste Konzentration an Treibhausgasen in der Atmosphäre seit Beginn der Messungen. Der Bericht über 2005 wird im November erwartet.[20]
- Die EU-Finanzminister verschärfen das Defizitverfahren gegen Deutschland, das dieses Jahr zum fünften Mal in Folge gegen den Euro-Stabilitätspakt verstoßen wird.[21][22]

### Mittwoch, 15. März 2006
- Berlin/Deutschland: Laut einer Studie des Berlin-Instituts für Bevölkerung und Entwicklung kamen 2004 in Deutschland auf 1.000 Einwohner 8,5 Neugeborene, der niedrigste Wert aller Staaten weltweit. Rechnet man Gebiete mit eingeschränkter Souveränität hinzu, weisen nur die chinesischen Sonderverwaltungszonen Hongkong und Macau noch weniger Neugeborene je 1.000 Einwohner auf.[23]
- Deutschland: Die Fernsehsendung Plusminus des Rundfunkveranstalters ARD berichtet, dass auch Spieler von Erstligisten und sogar ein Nationalspieler in einen Wettskandal verwickelt seien.[24]
- New York/Vereinigte Staaten: Im Rahmen der von UN-Generalsekretär Kofi Annan vorangetriebenen Reform der Vereinten Nationen beschließt die UN-Generalversammlung mit 170:3:4 Stimmen die Gründung eines monatelang verhandelten neuen Menschenrechtsrates, deren Mitglieder mit einfacher Mehrheit (96 Stimmen) zu wählen sind. Die alte UN-Menschenrechtskommission war in Verruf geraten, weil sich diktatorische Staaten gegenseitig vor Verurteilungen schützten. Verhandlungen über die von Amerika geforderte höhere Mehrheit scheiterten (Gegenvorschläge von Kuba/Russland ebenfalls), doch können die Ratsmitglieder nun mit 2/3-Mehrheit abgewählt werden. Human Rights Watch sieht den Rat als „Fortschritt für den Schutz von Opfern weltweit“.
- Paris/Frankreich: In der Nacht zum 15. März kommt es nach einem Marsch zur Pariser Sorbonne zu erneuten gewaltsamen Ausschreitungen gegen ein neues Kündigungsschutzgesetz (Contrat première embauche), bei denen neun Beamte verletzt und neun Demonstranten festgenommen werden.[25]
- Washington, D.C./Vereinigte Staaten: Das Justizministerium erwirkt ein Urteil gegen die Internet-Suchmaschine Google, Nutzerdaten zur Bekämpfung illegaler Pornografie herauszugeben.

### Donnerstag, 16. März 2006
- Amsterdam/Niederlande: Wissenschaftler zeigen, dass die auf der Cebit vorgestellten RFID-Funketiketten von Viren angreifbar sind. Die Minichips wurden vor allem für den Handel entwickelt.[26]
- Genf/Schweiz: Das Rote Kreuz zeigt sich „schockiert“ und „bestürzt“ angesichts der Veröffentlichung bisher unbekannter Bilder und Videos vom US-Folterskandals im Abu-Ghuraib-Gefängnis bei Bagdad im Irak. Das Internet-Magazin Salon.com publizierte das neue Material.[27]
- Leipzig/Deutschland: Die heurige Buchmesse wird eröffnet und hat Rekordbeteiligung: Bis morgen werden 2200 Aussteller ihre Werke präsentieren und 1800 Lesungen an 250 verschiedenen Plätzen stattfinden.

### Freitag, 17. März 2006

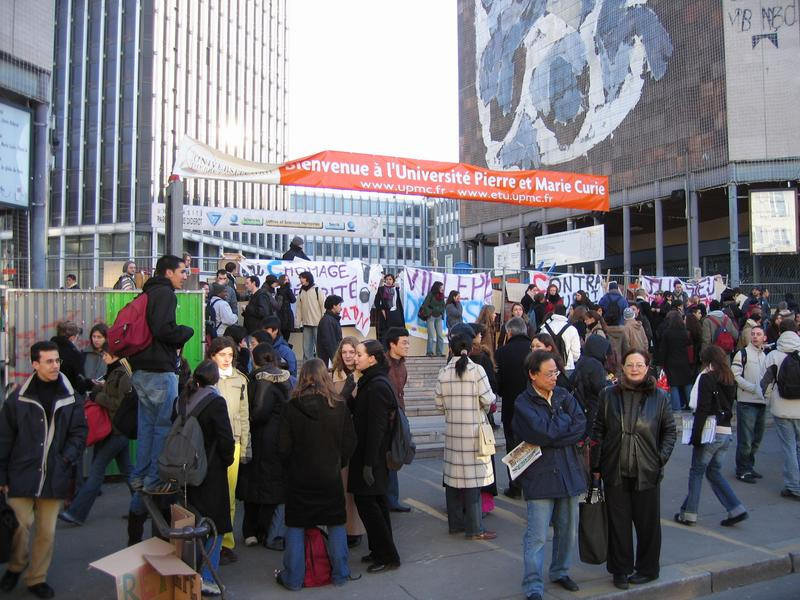
Protest gegen den CPE: Blockade des Pariser Universitätscampus

- Frankreich: Die Studentenproteste gegen das neue Kündigungsschutzgesetz nehmen zu und verwandeln sich zunehmend in Krawalle. Über 40 Polizisten werden verletzt, etwa 180 Protestierende festgenommen.
- Mexiko-Stadt/Mexiko: Etwa 10.000 Menschen demonstrieren gegen das 4  Weltwasserforum. Größter Kritikpunkt ist, dass die Wasserkrise zu einem Geschäft für private Unternehmen gemacht werden soll.
- Wien/Österreich: In Österreichs Hauptstadt beraten die Energieminister der Mitgliedstaaten der Europäischen Union und 13 weiterer Staaten über eine künftig ökonomischere und sicherere Energieversorgung. Top-Themen sind neue Verträge mit Russland und die geplante Nabucco-Gaspipeline in der Schwarzmeer-Region.

### Samstag, 18. März 2006
- Minsk/Belarus: Zwei Tage vor der Präsidentschaftswahl hat Belarus mehreren Wahlbeobachtern der OSZE die Einreise verweigert; Ausländern wurde offen gedroht.[28]
- Monrovia/Liberia: Das Land ersucht Nigeria um Auslieferung von Expräsident Charles Taylor; er stürzte 1989 Liberia in einen Bürgerkrieg und blieb bis 2003 an der Macht.[29]
- Der indische Premierminister Manmohan Singh zeigt sich nach Gesprächen mit seinem russischen Amtskollegen Michail Fradkow zuversichtlich über eine engere Zusammenarbeit in der Atomenergie.[30]
- Der iranische Dissident Akbar Gandschi, der 2000 nach der Teilnahme an einer Konferenz der Heinrich-Böll-Stiftung verurteilt wurde, wird aus der Haft entlassen.[31]

### Sonntag, 19. März 2006
- Kopenhagen/Dänemark: Wegen des Karikaturen-Streits sagt Dänemarks Ministerpräsident Anders Fogh Rasmussen einen Indien-Besuch ab; mit 140 Millionen Muslimen hat Indien die drittgrößte islamische Bevölkerung weltweit.[32]
- Minsk/Belarus: Von offenen Drohungen und Einschüchterungen begleitet, findet die Präsidentschaftswahl statt. Amtsinhaber Aljaksandr Lukaschenka wird für eine dritte Amtszeit gewählt. Er bewirkte zuvor eine Änderung der Verfassung, in der bislang maximal zwei aufeinanderfolgende Amtszeiten vorgeschrieben waren.[33]
- Porto-Novo/Benin: Bei der Präsidentschaftswahl trifft Yayi Boni auf Adrien Houngbédji. Amtsinhaber Mathieu Kérékou steht nicht zur Wiederwahl. Die Mehrheit der teilnehmenden Wahlberechtigten entscheidet sich für Boni.[34]
- Turin/Italien: Die IX. Winter-Paralympics  gehen zu Ende. Erfolgreichste Nation war Russland vor Deutschland und der Ukraine.

### Montag, 20. März 2006
- Deutschland: Im Tarifstreit des öffentlichen Dienstes schlägt die Schlichtungskommission zur Beendung des teilweisen Streiks eine Lösung vor, die auf eine Arbeitszeit von 39 Stunden hinauslaufen dürfte. Die Kommunen verlangen 40 Wochenstunden, die Ver.di-Gewerkschaft will bei 38,5 bleiben. Betroffen sind 220.000 Personen, während die Verhandlungen für 800.000 Landesbedienstete seit einer Woche unterbrochen sind.
- DR Kongo: Nach dem Besuch des EU-Außenbeauftragten Solana wird die EU voraussichtlich Soldaten zur Absicherung der Wahlen entsenden. Ob sie unter deutscher Führung stehen, ist noch offen; Bundeskanzlerin Merkel äußert sich positiv, SPD-Kreise haben Vorbehalte.
- Frankreich: Nachdem am Samstag etwa eine Million Menschen gegen das gelockerte Kündigungsgesetz demonstriert haben, drohen die Gewerkschaften nun mit Generalstreik, sollte Präsident Chirac das Gesetz unterzeichnen. Es wurde beschlossen, um der Jugendarbeitslosigkeit von 22 % gegenzusteuern.
- Gaza/Palästinensische Autonomiegebiete: Die Mangelversorgung nimmt zu, seit die internationale Hilfe in Frage steht. Israel hat die Hamas-Hochburg Gaza seit der Wahl aus Sicherheitsgründen vom Westjordanland abgeriegelt. In der Fatah mehren sich Stimmen, Abbas solle die Autonomiebehörde auflösen. Damit würde Israel wieder Besatzungsmacht und wäre leichter zu Verträgen mit der PLO und den Geberstaaten zu bewegen.
- Minsk/Belarus: Laut Wahlkommission hat Amtsinhaber Aljaksandr Lukaschenka die Präsidentenwahlen mit 82,6 % gewonnen. Die Wahlbeobachter der OSZE stellen allerdings fest, dass die Wahlen nicht fair waren und internationalen Normen widersprachen. Tausende Menschen demonstrieren in Minsk gegen den Wahlausgang.[35]
- Palästinensische Autonomiegebiete: Nach dem Scheitern der Regierungsverhandlungen mit der Fatah einigt sich die Wahlsiegerin Hamas auf eine Ministerliste, in der die ebenfalls extremistische Volksfront PFLP einige Posten stellt. Außenminister soll der Hamas-Ideologe Zahar werden, der jeden Widerstand gegen Israel gutheißt. Präsident Abbas fordert den designierten Regierungschef Ismail Hanija auf, das Programm der PLO und die internationalen Vereinbarungen einzuhalten.

### Dienstag, 21. März 2006
- Indien: Bangladeschs Regierungschefin Khaleda Zia ist zu einem Besuch im Nachbarland Indien eingetroffen; das Verhältnis der Länder gilt als wenig gefestigt.[36]
- Paris/Frankreich: Laut Internationaler Energie-Agentur drohen Europa mittelfristig Engpässe bei der Versorgung mit Erdgas aus Russland.[37]
- San Francisco/Vereinigte Staaten: Twitter-Mitgründer Jack Dorsey verschickt den ersten „Tweet“ auf Twitter („just setting up my twttr)“.[38]

### Mittwoch, 22. März 2006
- Arica/Chile: Bei einem schweren Busunglück kommen 14 Menschen ums Leben, darunter 12 Touristen aus den USA sowie der Fahrer und der Reiseführer. Zwei der Insassen überleben den Unfall schwerverletzt. Der Bus befand sich auf der Rückfahrt von einer Tour zum höchstgelegenen See der Erde im Nationalpark Lauca, kam in einer Kurve von der Fahrbahn ab und stürzte ca. 150 m in eine Schlucht. Die Ursache des Unfalles ist weiterhin unbekannt, obwohl Techniker der Herstellerfirma des Busses das Wrack untersuchten.
- Minsk/Belarus: In der Hauptstadt von Belarus protestieren weiterhin etwa 5000 Menschen gegen die Wiederwahl Aljaksandr Lukaschenkas bei der Präsidentschaftswahl am Sonntag.
- Peking/China: Bei seinem Besuch in Peking kündigt Russlands Präsident Wladimir Putin das Projekt einer Erdgas- und einer Ölpipeline von Westsibirien nach China an. Letztere war schon früher vereinbart worden, wurde aber von Russland verzögert.[39][40]
- Redmond/Vereinigte Staaten: Der Softwarekonzern Microsoft hat die Einführung seines neuen Betriebssystems Windows Vista auf Anfang 2007 verschoben. Grund für die Verschiebung seien Bemühungen, die Sicherheit des Systems zu verbessern.
- Spanien: Die baskische Untergrundorganisation ETA kündigt einen „dauerhaften Waffenstillstand“ an, erwartet aber die Zulassung der verbotenen Batasuma-Partei. In den letzten 3 Jahren hat die ETA zwar Bombenattentate durchgeführt, wegen Vorwarnungen kam aber niemand dabei um.

### Donnerstag, 23. März 2006
- Brüssel/Belgien: Die Kommission der Europäischen Union erlässt für 93 Fluggesellschaften aus zwölf Ländern wegen schwerer Sicherheitsmängel ein generelles Landeverbot.
- Deutschland: Der ehemalige Bundeskanzler Gerhard Schröder wird Investmentberater im Beirat der europäischen Rothschild-Gruppe. Im Gegensatz zum Vorsitz des Gazprom-Aufsichtsrates gibt es dazu kaum Kritik in den Medien.
- Mexiko-Stadt/Mexiko: Die Teilnehmer am 4. Weltwasserforum können sich für das Schlussdokument nicht darauf einigen, den freien Zugang zu Trinkwasser als Menschenrecht zu formulieren.[41]
- Neu-Delhi/Indien: Sonia Gandhi, die Präsidentin der Kongresspartei, hat ihr Mandat im Parlament niedergelegt; die Opposition hatte ihr vorgeworfen, bezahlten öffentlichen Aufgaben nachzugehen.[42]
- Schweiz: Der Swatch-Uhrenkonzern hat 2005 sein Nettoergebnis um 21 % auf 621 Mill.SFr (400 Mill.€) steigern können. Zur früheren „Plastikuhr“-Gruppe zählen inzwischen weitere 187 Marken, darunter Breguet, Omega und die deutsche Edel-Uhr Glashütte.

### Freitag, 24. März 2006
- Afghanistan: Dem in Europa zum Christentum konvertierte Ex-Muslim Abdul Rahman (40) droht in seiner Heimat die Todesstrafe, weil er sich weigert, wieder zum Islam überzutreten. So bestimmt es die Scharia, ein Baustein des afghanischen Rechtssystems. Nach Interventionen von Kanada und Bundeskanzlerin Angela Merkel versichert Präsident Hamid Karsai, er werde nicht hingerichtet. Das Gerichtsverfahren wurde aber nicht eingestellt, die Richter pochen auf ihre Unabhängigkeit.[43]
- Berlin/Deutschland: Ein bestätigter Fall von Vogelgrippe H5N1 bei einem in Marzahn-Hellersdorf gefundenen toten Mäusebussard ist der erste Nachweis, dass die Krankheit Berlin erreicht hat. Zuletzt zeigte sich eine Entspannung der Lage, in Österreich wurde erstmals ein Überwachungsgebiet aufgelassen, weil die Geflügelpest verschwunden war.[44]
- Berlin/Deutschland: Die Kennzeichnungspflicht nach dem neuen Elektro- und Elektronikgerätegesetz tritt in Kraft.
- Brüssel/Belgien: Beim traditionellen Frühlingsgipfel der EU unter Vorsitz von W.Schüssel (Österreich) finden die Regierungschefs nur mit Mühe einen Kompromiss zur Dienstleistungsrichtlinie und zur Energiepolitik. Die Thematik des neuen Protektionismus (blockierte Fusion von E.on etc.) wird nur gestreift, jährlich sollen zwei Millionen neue Arbeitsplätze entstehen. Der Umgang von Belarus mit den Demonstranten wird scharf verurteilt. Zur Lösung des Verfassungsproblems soll Ende April oder Mai 2006 ein Sondergipfel stattfinden, für den das Vorsitzland Österreich konsensfähige Vorschläge erstellen soll.
- Minsk/Belarus: Über 300 friedliche Demonstranten gegen die Wahlfälschung von Präsident Lukaschenka werden verhaftet, ihr Zeltlager im Zentrum von Minsk lösen Sicherheitskräfte nachts auf. Laut Österreich 1 sagt der Polizeichef: „Wir haben sie alle verhaftet. Die Revolution ist vorbei.“ Die EU und viele Staaten protestieren.
- Vatikanstadt: Papst Benedikt XVI. ernennt in seinem ersten Konsistorium 15 neue Kardinäle, von denen 12 in einem Konklave wahlberechtigt wären. Unter ihnen ist der Bischof von Hongkong, dessen Ernennung die Regierung Chinas als „Einmischung“ bezeichnet.

### Samstag, 25. März 2006

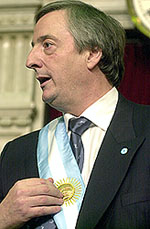
Néstor Kirchner

- Berlin/Deutschland: Die Bundesregierung soll 2002 die Freilassung von Murat Kurnaz aus dem US-Gefangenenlager Guantanamo verhindert haben. Dies berichtet die Zeitschrift Der Spiegel und beruft sich dabei auf bislang unbestätigte Geheimdienstquellen.[45]
- Buenos Aires/Argentinien: zum 30. Jahrestag des Putsches der Militärjunta forderte Präsident Néstor Kirchner, die Straferlasse seines Vorgängers Carlos Menem zu überprüfen.

### Sonntag, 26. März 2006
- Greifswald/Deutschland: Die Pommersche Landessynode stimmt mit breiter Mehrheit der geplanten Fusion von EKD Mecklenburg und EKD Pommern zu.[46]
- Magdeburg/Deutschland: Die Landtagswahl in Sachsen-Anhalt endet bei einer im Vergleich sehr niedrigen Wahlbeteiligung von 44,4 % mit einem Sieg der CDU unter Ministerpräsident Wolfgang Böhmer.[47]
- Mainz/Deutschland: Bei der Landtagswahl in Rheinland-Pfalz büßt die regierende SPD gegenüber der Wahl 2001  0,8 % der Wählerstimmen ein und vergrößert den Abstand auf die CDU, die 2,5 % verliert. Als dritte Partei erhält von den Wählern die FDP ein Mandat für den Landtag, die Grünen scheitern erstmals seit 1983 an der Fünf-Prozent-Klausel.[48]
- Stuttgart/Deutschland: Die Landtagswahl in Baden-Württemberg bringt den beiden größten Parteien Verluste. Der Stimmenanteil der CDU verringert sich um 0,6 % auf 44,2 %, jener der SPD um 8,1 % auf 25,2 %. Ministerpräsident Günther Oettinger favorisiert eine Fortsetzung der schwarz-gelben Koalition.[49]

### Montag, 27. März 2006
- Abuja/Nigeria: Staatspräsident Olusegun Obasanjo hat erklärt, Liberias Expräsident Charles Taylor auszuliefern; er soll als Kriegsverbrecher angeklagt werden.
- Hamburg/Deutschland: Am Abend zieht im Gefolge schwerer Gewitter eine Windhose eine Schneise der Verwüstung durch den Stadtteil Harburg. Im Harburger Binnenhafen werden zwei Kranführer getötet, als ihre Kräne umstürzen, und zwei weitere Personen  werden schwer verletzt. Ein Kurzschluss verursacht einen Stromausfall, von dem 300.000 Einwohner, das Krankenhaus Harburg und das Schiffsmeldewerk, das den Schiffsverkehr der Region überwacht, mehrere Stunden betroffen sind.[50]
- Irak: Bei einem Kampf zwischen Schiiten und einer gemischt US-irakischen Patrouille, die beschossen wurde, kommen 22 Menschen ums Leben. Ein Schiitenführer behauptet hingegen, die Soldaten hätten die nahe Moschee angegriffen.
- Kiew/Ukraine: Bei den gestrigen Parlamentswahlen haben die Parteien der „Orangen Revolution“ stark an Stimmen verloren. Wahlsieger wird mit etwa 30 % die russophile Partei des 2004 abgewählten Ex-Ministerpräsidenten Wiktor Janukowytsch, während die des jetzigen Präsidenten (Wiktor Juschtschenko) auf 15 % zurückfällt. Da die Bildung einer Koalition unter Janukowytsch kaum möglich erscheint, könnte die Revolutionsführerin Julija Tymoschenko abermals Ministerpräsidentin werden.
- Rangun/Myanmar: Die Regierung verweigert der ASEAN jedes Zugeständnis bei den Menschenrechten; Malaysias Außenminister musste ein Gespräch mit General Soe Win in Rangun abbrechen.[51]
- Wien/Österreich: Infolge der BAWAG-Affäre tritt der Präsident des Österreichischen Gewerkschaftsbunds Fritz Verzetnitsch nach rund 19 Jahren zurück.

### Dienstag, 28. März 2006
- Frankreich: Die Demos und Streiks gegen die Arbeitsrechts-Reform münden in einen neuerlichen Aktionstag. In 135 Demonstrationen soll der Druck auf die Regierung Villepin weiter erhöht werden, die zur Senkung der Arbeitslosigkeit geplante Lockerung des Kündigungsschutzes zurückzunehmen. Beeinträchtigt sind Inlandsverbindungen im öffentlichen Verkehr, der Flugverkehr und das Schulwesen. Staatspräsident Chirac hat alle Termine außerhalb von Paris wegen eventueller Konsultationen abgesagt.
- Khartum/Sudan: In der sudanesischen Hauptstadt findet das Gipfeltreffen der Arabischen Liga statt. Palästinas politischer Führer Abbas appelliert an die arabischen Länder, die Finanzhilfe zu erhöhen, und an Israels Wähler, „für den Frieden zu stimmen“. Einseitige Schritte, wie sie Israels Interims-Premier Ehud Olmert plane, würden die Palästinenser nie akzeptieren.
- Niederösterreich, Wien/Österreich: Das durch die plötzliche Schneeschmelze ausgelöste Hochwasser hat die Ufer der Donau und Thaya überflutet. In Krems wird an einer 2–3 m hohen „mobilen Mauer“ gearbeitet, in Wien das Entlastungsgerinne der neuen Donau geöffnet.
- Plau/Deutschland: Die Landessynode der Evangelisch-Lutherischen Landeskirche Mecklenburgs stimmt für eine Fusion mit der Pommerschen Evangelischen Kirche.
- Ramallah/Palästinensische Autonomiegebiete: Das Parlament stimmt über die neue Hamas-Regierung ab. Die Fatah-Opposition kritisiert die gestrige Regierungserklärung von Premier Haniyeh und wirft der Hamas vor, die von der PLO mit Israel geschlossenen Abkommen nicht anzuerkennen. Die radikal-islamische Hamas hat seit den Wahlen Ende Januar mit 74 der 132 Mandate die absolute Mehrheit im Legislativrat, steht aber außerhalb der PLO, dem völkerrechtlichen Vertragspartner Israels. Sie verweigert die Anerkennung beider, weshalb Präsident Abbas sie notfalls abberufen will. Sie müsse „im Interesse des palästinensischen Volkes“ ihr Parteiprogramm erneuern.

### Mittwoch, 29. März 2006

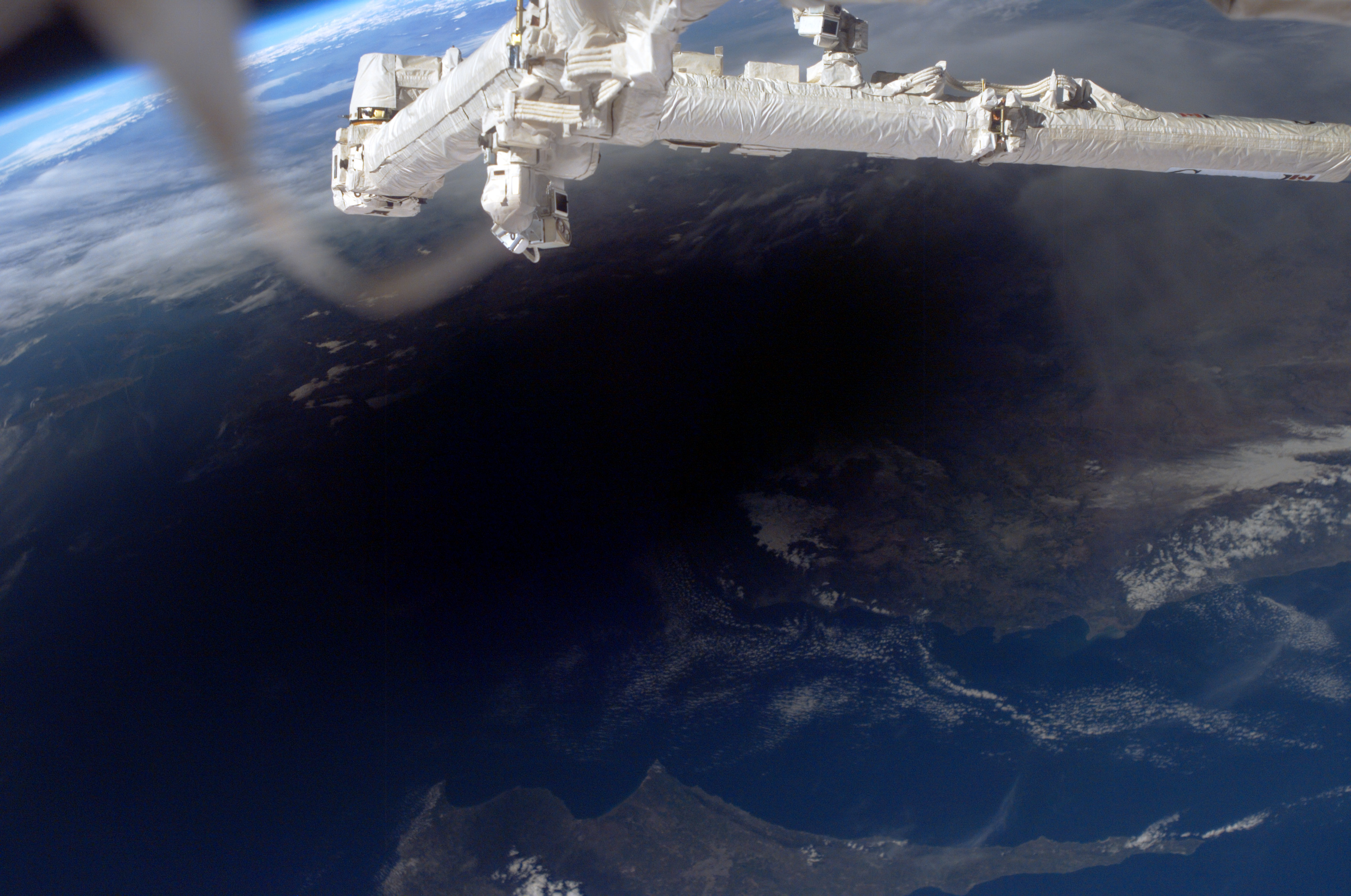
Der Schatten des Mondes auf der Erde, gesehen aus dem Orbit

- Afrika, Asien, Südamerika: In einem circa 15.000 km langen Streifen von Brasilien über Nordafrika und Westasien bis zum Baikalsee tritt heute eine totale Sonnenfinsternis ein. In Mitteleuropa ist die Finsternis partiell zu sehen.[52]
- Bad Ischl/Österreich: Das 2-tägige Treffen der EU-Jugendminister zielt darauf, die Jugend mehr an Europa zu interessieren. Weitere Themen sind Arbeitsplätze und informelle (Bildung), Lehr- und Ausbildungsplätze (innert 6 Monaten für jeden Schulabgänger), Schulabbrecher (EU-Ziel: bis 2010 −10 %) und eine Diskussion über Frankreichs Topthema Lockerung des Kündigungsschutzes. Einige Themenbereiche (v. a. das erstgenannte) wird Finnland beim EU-Vorsitz ab Juli 2006 weiterführen.
- Paris/Frankreich: Wegen der umstrittenen Erstanstellungs-Regelung (siehe Kündigungsschutz) fordern die 5 großen Gewerkschaften Präsident Chirac auf, das Gesetz nicht zu unterzeichnen (gesetzl. Frist in 9 Tagen) und mit den Sozialpartnern neu zu verhandeln. Damit übergehen sie Premier Dominique de Villepin, dem sie mangelnde Gesprächsbereitschaft und Überforderung nachsagen. Das Präsidialbüro teilt mit, Chirac werde sich die nächsten Tage dazu äußern. Angeblich sind angesichts der nun auch sozial geprägten Unruhen 90 % der Abgeordneten für ein Streichen oder Aussetzen der Bestimmung, welche die Jugendarbeitslosigkeit senken sollte.
- Wien/Österreich: Die Karibik-Verluste der Gewerkschaftsbank BAWAG P.S.K. ziehen weitere Kreise. Nach dem Rücktritt des ÖGB-Präsidenten Verzetnisch behandelt der Nationalrat zwei dringliche Anfragen: eine des BZÖ an die oppositionelle SPÖ, die andere von der SPÖ an den Finanzminister, der seit Jahren vom Skandal und der Untätigkeit des Aufsichtsrates gewusst haben soll.

### Donnerstag, 30. März 2006
- Baikonur/Kasachstan: Die russische Mission Sojus TMA-8 bringt mit Marcos Pontes den ersten Raumfahrer aus Brasilien ins Weltall.[53]
- Berlin/Deutschland: Die Schulleitung der Rütli-Hauptschule bittet den Senat um Hilfe. Die Gewalt an der vornehmlich von Kindern mit Migrationshintergrund besuchten Schule habe stark zugenommen, sowohl Mitschüler wie Lehrer sind betroffen.
- Manama/Bahrain: Beim Kentern eines Touristenboots vor der Küste Bahrains kommen nach Angaben der dortigen Küstenwache über 50 Menschen ums Leben. An Bord der traditionellen Dhau befanden sich rund 130 Personen.

### Freitag, 31. März 2006
- Berlin/Deutschland: Der Rundfunkveranstalter NBC setzt das Format GIGA Green ab.
- Rio de Janeiro/Brasilien: Ein wegen schlechten Wetters sehr tief fliegendes Flugzeug vom Typ Let L-410 streift mit 19 Personen an Bord den Wald auf dem Berg Pedra Bonita und stürzt ab. Es gibt keine Überlebenden.[54]

## Weblinks

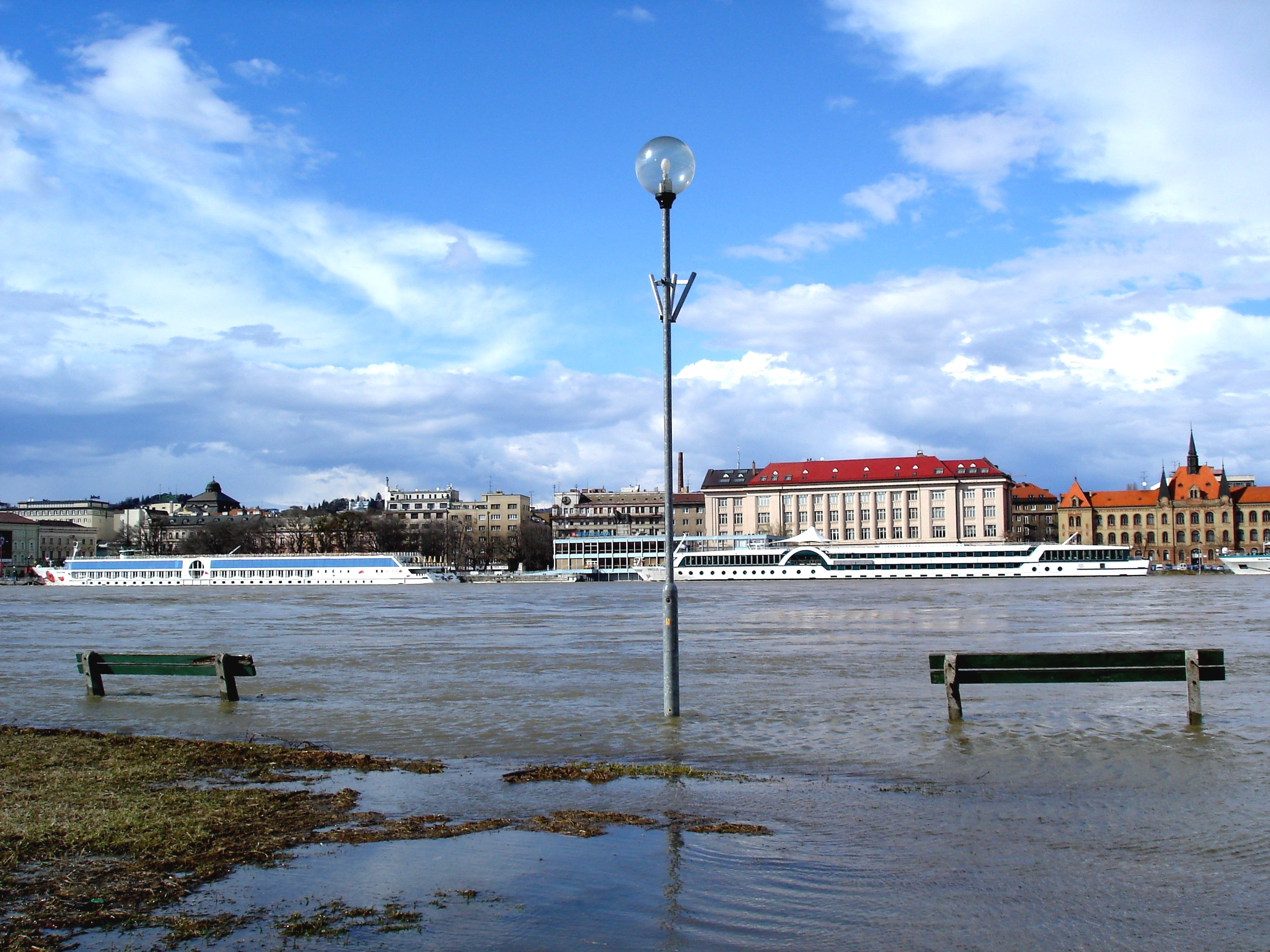
Bratislava im März 2006